# Orthobula quadrinotata
Orthobula quadrinotata är en spindelart som beskrevs av Christa L. Deeleman-Reinhold 200. Orthobula quadrinotata ingår i släktet Orthobula och familjen flinkspindlar.
Artens utbredningsområde är Sulawesi. Inga underarter finns listade i Catalogue of Life.